# Who Do You Trust? (альбом)
Who Do You Trust? — десятый студийный альбом американской рок группы Papa Roach. Релиз состоялся 18 января 2019 года под лейблом Eleven Seven Music. Альбом содержит 12 треков, включая ранее выпущенные треки, такие как «Renegade Music» и «Who Do You Trust?».

## Треклист
| №                   | Название            | Длительность |
| ------------------- | ------------------- | ------------ |
| 1.                  | «The Ending»        | 3:29         |
| 2.                  | «Renegade Music»    | 3:29         |
| 3.                  | «Not the Only One»  | 3:25         |
| 4.                  | «Who Do You Trust?» | 3:16         |
| 5.                  | «Elevate»           | 3:11         |
| 6.                  | «Come Around»       | 3:30         |
| 7.                  | «Feel Like Home»    | 3:10         |
| 8.                  | «Problems»          | 3:03         |
| 9.                  | «Top of the World»  | 3:53         |
| 10.                 | «I Suffer Well»     | 1:21         |
| 11.                 | «Maniac»            | 3:20         |
| 12.                 | «Better Than Life»  | 3:21         |
| Общая длительность: | Общая длительность: | 38:28        |

## Рецензии
| Совокупная оценка | Совокупная оценка |
| Источник          | Оценка            |
| ----------------- | ----------------- |
| Metacritic        | 67/100            |
| Оценки критиков   |                   |
| Источник          | Оценка            |
| AllMusic          | [ 6 ]             |
| Kerrang!          | 3/5               |
| Wall of Sound     | 8/10              |
| Rock N Load       | 10/10             |
| Louder Sound      | [ 10 ]            |

Who Do You Trust? был встречен в целом положительными отзывами от критиков. На веб-сайте Metacritic альбом получил рейтинг 67 из 100, основанный на 4 критических обзорах, что указывает на «в целом благоприятные» отзывы. Wall of Sound оценили альбом 8/10, заявив: «Papa Roach просто продолжает развиваться и играть с изобретательностью, но в духе старой школы, такая трудная задача для некоторых».